# Хакеры (фильм)
«Ха́керы» (англ. Hackers) — американский фильм Йена Софтли 1995 года. Съёмки фильма начались в ноябре 1994 года.

## Сюжет
В 1988 году в Сиэтле родители 11-летнего компьютерного гения Дэйда «Zero Cool» Мёрфи были оштрафованы судом на 45 тысяч долларов за то, что он создал вирус, заразивший 1507 компьютерных систем и вызвавший панику на Нью-Йоркской фондовой бирже, приведшую к падению котировок на семь пунктов, а сам мальчик был осуждён на 7 лет условно. Ему было запрещено пользоваться компьютером и кнопочным телефоном до 18 лет.
Прошло 7 лет. Дэйд, после развода родителей, вместе с матерью переезжает в Нью-Йорк. В свой 18-й день рождения он взламывает сеть местного телеканала OTV и меняет трансляцию передачи «America first» на эпизод сериала «The Outer Limits (Внешние пределы / За гранью возможного)». В это самое время в сеть телеканала проникает другой хакер (никнейм «Acid Burn»). Дэйд, в разговоре с ним идентифицирует себя как «Crash Override». После непродолжительного противостояния, сопровождаемого текстовой перепалкой, «Burn» отключает Дэйда от сети.
В Нью-Йорке Дэйд поступает в новую школу, где знакомится с группой хакеров: Рамоном «Phantom Phreak» Санчесом, Джоуи Парделла (начинающий хакер без псевдонима и самый молодой в группе), Эммануэлем «Cereal Killer» Голдстейном, Полом «Lord Nikon» Куком (прозванном так за фотографическую память) и Кейт Либби, которая, как выясняется позднее, и есть «Acid Burn», выбившая его из телевизионной сети ранее.
Чтобы показать друзьям своё мастерство Джоуи, следуя их совету, взламывает суперкомпьютер «Гибсон» принадлежащий крупной нефтяной корпорации «Эллингсон минералс корпорэйшн». В качестве доказательства своего успеха он скачивает на дискету файл garbage (мусор). Однако, его вторжение было замечено системным администратором, который сообщил о нём главе службы информационной безопасности Юджину Белфорду, по прозвищу Чума (The Plague) — бывшему хакеру. Чума обнаруживает, что хакер скачивает мусорный файл, в действительности являющийся «червём», которого он внедрил в систему «Гибсона» для кражи 25 миллионов долларов. Скопировать файл полностью Джоуи помешала мать, когда отправила его спать, принудительно выключив компьютер. Тем не менее, Джоуи успевают засечь и определить его местонахождение.
Чтобы избежать разоблачения, Чума, в качестве отвлекающего маневра, создает и загружает в систему «Гибсона» вирус «да Винчи». На утреннем совещании он сообщает руководству корпорации, что компьютерные системы «Эллингсон» были взломаны и заражены вирусом. Утверждая, что файл является кодом вируса «да Винчи», который перевернет флот нефтяных танкеров корпорации, если на указанный в оставленном вирусом сообщении банковский счёт не будут переведены шесть миллионов долларов и делая вид, что это вина хакеров, он привлекает Секретную службу США для поимки хакера, чтобы вернуть файл и узнать, какая его часть была скопирована.
В итоге Джоуи арестовывают, а его компьютер и прочие носители информации конфискуют и обыскивают. Но ничего не находят, так как дискету с червём он успел спрятать. Дэйд и Кейт заключают пари, причем Дэйд выбирает свидание с Кейт, если он выиграет, а Кейт, если она победит, заставит Дэйда выполнять черную вычислительную работу. Хакерская дуэль состоит в том, чтобы изводить агента Секретной службы Ричарда Гилла, который арестовал Джоуи. После серии различных взломов, включающей аннулирование кредитных карт Гилла, создание личной рекламы на его имя, фальсификацию криминального прошлого и изменение статуса его платежной ведомости на «умерший», результатом дуэли остается ничья.
Освобожденный условно-досрочно, Джоуи отдает диск Фрику, которого арестовывают на следующий день, и тот, находясь под арестом, сообщает Кейт, что спрятал диск в школьном туалете. Кейт и Сереал просят помощи у Дэйда, но он отказывается, так как у него есть судимость. Однако, он соглашается сделать копию диска, чтобы у них были неопровержимые доказательства. Выяснив, что Дэйд не взламывал «Эллингсон», Чума отправляет ему мощный ноутбук с предложением присоединиться к нему. Позже он пригрозил, что посадит мать Дэйда в тюрьму по сфабрикованному уголовному делу. Дэйд вынужден согласиться отдать ему копию диска Кейт.
Кейт, Никон, Сереал и Дэйд изучают код файла с дискеты и выясняют, что это червь, предназначенный для кражи 25 миллионов долларов путём «отщипывания» буквально нескольких центов от каждой транзакции «Эллингсон», и что вирус «да Винчи» на следующий день должен опрокинуть пять танкеров из нефтяного флота корпорации, чтобы обеспечить прикрытие и отвлечь внимание от червя. Они решают добыть полную версию файла, чтобы выяснить, куда идут деньги и вычислить, кто его написал. Дэйд говорит им, что знает автора — это глава службы информационной безопасности «Эллингсон», и признается друзьям, что отдал ему копию диска. На вопрос Кейт, почему Чума пришел к нему, Дэйд признается, что у него есть судимость и что он — хакер Zero Cool.
Дэйд и Кейт ищут Рэйзора и Блэйда — создателей хакерского телешоу. Тем временем, прослушивая телефон агента Гилла, Никон и Сереал узнают, что он получил ордера на их арест, который должен быть произведён на следующий день в 9 утра.
На следующее утро Никон и Сереал, находясь в Вашингтон-Сквер-Парке получают на пейджер сообщение от Кейт и выдвигаются на вокзал Гранд Централ. По дороге к ним присоединяются Кейт и Дэйд. Вместе они на роликах уходят от агентов Секретной службы благодаря тому, что Дэйд заранее подключился к системе управления светофорами и ровно в 9.00 утра его программа вывела их из строя. На Центральном вокзале, где к ним присоединился Джоуи, они, используя таксофоны и акустические модемы, выходят в сеть, чтобы взломать «Гибсон». Поначалу их попытки легко пресекаются Чумой, который звонит Дэйду и насмехается над ним. Однако Рэйзор и Блэйд приходят им на подмогу, когда, связавшись с хакерами по всему миру, совместно начинают массированную атаку на «Гибсон», тем самым отвлекая Чуму достаточно долго, чтобы Джоуи смог скачать файл.
После обрушения «Гибсона» Дэйд и компания арестованы. Когда их ведут к машинам, Дэйд замечает в толпе Сереала и тайком сообщает ему, что выбросил диск с файлом червя в мусорную корзину. Пока Дэйд и Кейт находятся в комнате для допросов, агент Гилл дает интервью телеканалу. В этот момент Рэйзор и Блэйд глушат телевизионные сигналы и транслируют в прямом эфире видеообращение Сереала, в котором он раскрывает детали заговора Белфорда и соучастие в нем Марго Уоллес, главы PR отдела «Эллингсон минералс». Уоллес оказывается в тюрьме. Чума также арестован при попытке бежать в Японию.
Теперь, когда их имена очищены, Дэйд и Кейт начинают встречаться.

## В ролях
- Анджелина Джоли — Кейт «Acid Burn» Либби
- Джонни Ли Миллер — Дэйд «Crash Override/Zero Cool» Мёрфи
- Джесси Брэдфорд — Джоуи Парделла
- Мэттью Лиллард — Эммануэль «Cereal Killer» Голдстейн
- Лоуренс Мэйсон — Пол «Lord Nikon» Кук
- Реноли Сантьяго — Рамон «Phantom Phreak» Санчес
- Фишер Стивенс — Юджин «The Plague» Белфорд, специалист IT-безопасности компании
- Альберта Ватсон — Лорен Мерфи
- Лоррейн Бракко — Марго
- Олег Фёдоров — русский хакер
- Равиль Исьянов — русский хакер
- Уэнделл Пирс — Ричард Джилл, специальный агент секретной службы
- Фелисити Хаффман — представитель обвинения
- Марк Энтони — агент Рэй

## Производство
Перед съемками актеры потратили три недели, чтобы познакомиться друг с другом, научиться быстро печатать и кататься на роликах. Они изучали компьютеры и встречались с настоящими компьютерными хакерами, включая Тристана Луиса, Кевина Митника и Николаса Джареки. Джареки работал техническим консультантом и считает, что его опыт работы над «Хакерами» вдохновил его на дальнейшую карьеру сценариста и режиссера. Актер Джонни Ли Миллер даже посетил съезд хакеров.
Школьные сцены были сняты в средней школе Стайвесант и прилегающих районах в районе Трайбека, Бэттери-Парк-сити и Ист-Виллидж на Манхэттене в ноябре 1994 года. Во многих сценах в массовке участвовали настоящие старшеклассники. Сцены ночного клуба Cyberdelia были сняты в заброшенных общественных банях Брентфорда (англ.) на окраине Лондона. Продюсер Ральф Винтер отметил: «Мы не знали почему, но бассейн был объявлен исторической достопримечательностью, поэтому нужно было проявлять большую осторожность, чтобы ничего не повредить и вернуть его в исходное состояние».

## Музыка
К фильму было выпущено три саундтрека. В первом альбоме была представлена музыка, звучавшая в фильме, а два последующих были ремиксовыми версиями музыки, написанной «по мотивам» фильма.

## Критика
Фильм получил смешанные отзывы кинокритиков. На Rotten Tomatoes 31 % рецензий являются положительными, средний рейтинг составляет 4,7 из 10. Сайт Metacritic дал фильму оценку в 46 баллов из 100 на основе 15 обзоров.
Известный кинокритик Роджер Эберт оценил фильм в 3 звезды из 4-х. Питер Стэк из San Francisco Chronicle написал: «Хотите правдоподобный сюжет или игру? „Хакеры“ — один из самых интригующих фильмов года». Джонатан Розенбаум из Chicago Reader отметил, что фильм «не является каким-либо чудом, но представляет собой увлекательный и живой фэнтезийный триллер о компьютерных хакерах, анархический по духу, который преуспевает практически во всем, что не удалось „Сети“».
Дэвид Кронке из Los Angeles Times написал: «Картина Рафаэля Мореу, дебютировавшего в качестве сценариста, и режиссера Иэна Софтли складывается из кучи стилизованных визуальных эффектов, но никто не заметит, насколько пуста и неинтересна эта история на самом деле». Entertainment Weekly присвоил фильму рейтинг «D», а Оуэн Глейберман написал: «Фильм поддерживает образ компьютерного ребенка как элитного бунтаря, который в настоящее время пропагандируют такие журналы, как Wired».

## Выпуски
Первый выпуск фильма состоялся в 1996 году на кассетах VHS и дисках LaserDisc. В 1998 году фильм вышел на DVD в полноэкранном формате с треками Dolby Digital 5.1 и DTS в издании компании MGM DVD, содержавшем бонусы: трейлер, документальные материалы «Как создавался фильм», интервью и другие. В 2015 году к двадцатилетнему юбилею фильм был выпущен в формате Blu-ray компанией Shout! Factory.